# الخدمة الخفية (أنمي)
الخدمة الخفية أو الخدمة السرية (باليابانية: 隠れたサービス، بالروماجي: Kakureta sābisu) هو مسلسل تلفزيوني ياباني من أصل أنمي حُرك بواسطة الاستوديو 3Hz. الفيلم من إخراج ماسايوكي ساكوي، وكتبه كينتا إيهارا، وقام يوشيو كوسكاي بتصميم الشخصيات، وقام يوسوكي سيو بتأليف الموسيقى. بثُ المسلسل في الفترة مابين 12 من أبريل إلى 28 من يونيو 2023، على قناة تابعة ل نيبون وعلى قنوات أخرى. لقد كانت الأغنية الرئيسية للافتتاحية هي "Quiet Explosion" لـ مامورو ميانو، بينما كانت أغنية النهاية هي "Salt & Sugar" لـ يوما أوتشيدا. رخص كرانشي رول المسلسل في المناطق الناطقة باللغة الإنجليزية. وفي 19 من يونيو 2024 قام مركز الزهرة بدبلجته وعرضه
.

## القصة
يستهدف أعضاء الخدمة الخفية شخصيات بارزة من الحدوديين وهم كائنات تشبه البشر ولكن لها القدرة على التحول إلى ما يشبه الوحش وذلك بسبب تورطهم في عمليات تجارة المخدرات على نطاق عالمي، ولكنهم يكتشفون أسرارهم وحقيقتهم.

## الإنتاج والإصدار
أُنشأ هذا الأنمي بواسطة أستوديو 3 هرتز، وأُنتج بواسطة "سي جيمس". الأنمي من إخراج ماسايوكي ساكوي وكتبه كينتا إيهارا، وقام يوشيو كوسكاي بتصميم الشخصيات وقام يوسوكي سيو بتأليف الموسيقى. عُرض لأول مرة في 12 من أبريل 2023 على قناة نيبون وعلى شبكات أخرى. كانت أغنية الافتتاح هي "انفجار هادئ" لمامورو ميانو، بينما أغنية النهاية هي "ملح وسكر" بقلم يوما أوشيدا. قامت كرانشي رول بترخيص المسلسل خارج آسيا.

## قائمة الحلقات
| رقم الحلقة               | عنوان الحلقة                   | تفاصيل الحلقة             |
| العالم العربي (المدبلجة) | الدبلجة (العربية)              | تاريخ عرض الدبلجة العربية |
| ------------------------ | ------------------------------ | ------------------------- |
| 1                        | الخدمة السرية                  | 19 يونيو 2024             |
| 2                        | السعي وراء الحدوديين           | 26 يونيو 2024             |
| 3                        | وجه حقيقي                      | 3 يوليو 2024              |
| 4                        | تاريخ الحدوديين المنسي         | 10 يوليو 2024             |
| 5                        | خيبات من الماضي                | 17 يوليو 2024             |
| 6                        | جزيرة وعمار البحر              | 24 يوليو 2024             |
| 7                        | بتضادنا نرقص رقصة الحياة       | 31 يوليو 2024             |
| 8                        | مناورة بالأحزان                | 7 أغسطس 2024              |
| 9                        | وابل من الشكوك                 | 14 أغسطس 2024             |
| 10                       | قضية الاختطاف القديمة والجديدة | 21 أغسطس 2024             |
| 11                       | سر الطبق الطائر                | 28 أغسطس 2024             |
| 12                       | اظفر بنهاية ذات معنى           | 4 سبتمبر 2024             |

## الجوائز والترشيحات
| قائمة الجوائز والترشيحات | قائمة الجوائز والترشيحات | قائمة الجوائز والترشيحات | قائمة الجوائز والترشيحات | قائمة الجوائز والترشيحات | قائمة الجوائز والترشيحات |
| السنة                    | الجائزة                  | الفئة                    | المستلم                  | النتيجة                  | م.                       |
| ------------------------ | ------------------------ | ------------------------ | ------------------------ | ------------------------ | ------------------------ |
| 2024                     | جوائز كرانشي رول للأنمي  | أفضل أنمي أصلي           | الخدمة الخفية            | رُشِّح                      | [ 15 ]                   |

## روابط خارجية
- Anime official website باللغة اليابانية